# Harold Russell
Harold John Russell (14 de gener de 1914, North Sydney, Canadà - 29 de gener de 2002, Needham, Massachusetts) va ser un veterà canadenco-estatunidenc de la Segona Guerra Mundial. Va ser un dels actors no professionals que va guanyar un Oscar.
Russell va néixer al Canadà, després va traslladar a Massachusetts amb la seva família el 1933. Va quedar profundament afectat per l'atac a Pearl Harbor, i de resultes d'aquest esdeveniment es va allistar a l'exèrcit.
Mentre que era instructor de l'exèrcit a la U.S. 13th Airborne Division el 1944, un coet defectuós va fer explotar un explosiu que utilitzava per fer una pel·lícula d'entreteniment. Va perdre les seves dues mans, i se li van posar ganxos. Després de la seva convalescència, i mentre que estudiava a la Universitat de Boston, va interpretar el paper principal d'una pel·lícula de l'exèrcit, Diari d'un Sergent, sobre la rehabilitació dels veterans de guerra.
Després d'haver vist Russell en aquesta pel·lícula, el director William Wyler el va fer interpretar la pel·lícula Els millors anys de la nostra vida (The Best Years of Our Lives) en el paper d'Homer Parrish, un mariner que ha perdut les seves dues mans durant la guerra.
Aquest paper li va valer l'Oscar al millor actor secundari a Russell el 1947. Havia estat abans premiat amb un Oscar honorífic per "haver aportat l'esperança i valor als veterans". Aquest últim havia estat creat, ja que el comitè que atorgava el premis desitjava recompensar realment l'actor, i pensava que una victòria en una categoria oficial era poc probable. És l'única vegada que dos Oscars van ser atribuïts al mateix paper.
Després de la pel·lícula, Wyler va aconsellar a Russell tornar a la universitat, ja que no hi ha molts papers per a persones sense mans". Es diplomà el 1949.
Després, Russell no va aparèixer més que en rares ocasions a pel·lícules.
El 1992, Russell necessitava diners per cuidar la seva dona, i va vendre la figureta dels Oscars a un col·leccionista privat per a 60.500 dòlars. Llavors l'Acadèmia de les Arts i les Ciències Cinematogràfiques va demanar a tots els guanyadors d'un Oscar que signessin una declaració prometent no revendre el trofeu.